# Gangatyúk
A gangatyúk (Gallus varius) a tyúkalakúak (Galliformes) rendjébe és a fácánfélék (Phasianidae) családjába tartozó faj. A polifiletikus származási elmélet szerint a házi tyúk egyik őse.

## Rendszerezése
A fajt George Shaw botanikus és zoológus írta le 1798-ban, a Phasianus nembe Phasianus varius néven.

## Előfordulása
Indonéziában, Jáva, Bali, Lombok, Sumbawa, Flores és az Alor-szigetek területén honos.
Természetes élőhelyei a szubtrópusi és trópusi síkvidéki esőerdők és cserjések, valamint szántóföldek. Állandó, nem vonuló faj.

## Megjelenése
Testhossza 70 centiméter, testtömege  454-795 gramm. A bankivatyúktól eltérően 16 kormánytolla és csipkézetlen taréja van. Alsó kávája alatt a középen csak egyetlen leffentyű látható. Feje, nyaka és háta eleje pikkelyszerű, rövid, fekete, fémfényű tollakkal fedett. A szárnyfedők narancsszínűek, széles fekete középsávval. Farkuk és hasuk fekete.
|  |  |

## Szaporodása
A párzási időszak áprilistól júniusig tart. A fészekalja 5-10 tojásból áll.

## Természetvédelmi helyzete
Az elterjedési területe nagyon nagy, egyedszáma pedig stabil. A Természetvédelmi Világszövetség Vörös listáján nem fenyegetett fajként szerepel.